# Anamera densemaculata
Anamera densemaculata là một loài bọ cánh cứng trong họ Cerambycidae.